# Bergbaufolgelandschaft Geiseltal
Koordinaten: 51° 18′ 34″ N, 11° 52′ 7″ O
Die Bergbaufolgelandschaft Geiseltal ist ein Naturschutzgebiet in den Städten Mücheln (Geiseltal), Bad Lauchstädt, Braunsbedra und Merseburg im Saalekreis in Sachsen-Anhalt.
Das Naturschutzgebiet entstand als Bergbaufolgelandschaft. Es trägt die Kennzeichnung NSG 0368 und ist rund 1156 Hektar groß. Das Gebiet steht seit 2005 unter Schutz (Datum der Verordnung: 8. Februar 2005). Zuständige untere Naturschutzbehörde ist der Saalekreis.

## Beschreibung
Das Naturschutzgebiet liegt im Geiseltal westlich von Merseburg. Es stellt einen Teil der rekultivierten Bergbaufolgelandschaft der ehemaligen Braunkohletagebaue Mücheln und Neumark-Nord unter Schutz. Das Naturschutzgebiet besteht aus drei Teilflächen: der circa 467 Hektar großen Halde Klobikau südlich des Bad Lauchenstädter Ortsteils Klobikau, der circa. 113 Hektar großen Halde Blösien westlich des zum Merseburger Ortsteil Geusa gehörenden Blösien und dem circa 576 Hektar großen Innenkippenbereich nordöstlich von Mücheln bzw. nordwestlich von Braunsbedra.
Der Innenkippenbereich wurde durch die Flutung der Tagebaurestlöcher teilweise durch den so entstandenen Geiseltalsee überflutet und bildet Inseln und Halbinseln mit buchtenreichen Ufern. Die beiden Halden befinden sich am Nordufer des zwischen 2003 und 2011 entstandenen Sees und beziehen jeweils ihnen vorgelagerte Flächen, die durch die Flutung des Geländes zu ufernahen Bereichen des Sees wurden, mit ein. Südlich der Halde Blösien ist auch ein kleines, vom Geiseltalsee abgetrenntes Tagebaurestloch Teil des Naturschutzgebietes.
Die beiden Halden sind teilweise bewaldet bzw. verbuscht, teilweise durch Offenbereiche geprägt. Die Offenbereiche werden überwiegend von Trockenrasen eingenommen. Hier siedelt z. B. die Sandstrohblume. In den bewaldeten Bereichen siedeln u. a. Orchideen wie Braunrote Stendelwurz und Großes Zweiblatt. Auf dem in südliche Richtungen exponierten Hang der Halde Klobikau wurde ein Weinbaugebiet angelegt. Die Flächen um das Weinbaugebiet werden zur Pflege mit Rotem Höhenvieh und Burenziegen beweidet. Im Bereich der Innenkippe und den Halden vorgelagerten Uferbereichen sind teilweise großflächige Röhrichtbereiche zu finden.
Das Naturschutzgebiet ist Lebensraum einer artenreichen Avifauna. So leben hier u. a. Rotmilan, Wachtel, Wendehals, Neuntöter, Brachpieper, Sperbergrasmücke und Grauammer. Im Naturschutzgebiet hat sich eine Kormorankolonie angesiedelt. Weiterhin ist der Bienenfresser hier heimisch. Er nutzt Steilwände und -hänge für die Anlage seiner Brutröhre. Auch der Uhu findet im Bereich von Steilwänden einen geeigneten Lebensraum. Die Halden haben sich zu einem geeigneten Lebensraum für Feldhase, Zwergspitzmaus und Zwergmaus entwickelt. Die ehemaligen Bunkeranlagen auf der Halde Klobikau, die in den 1980er-Jahren als Gefechtsstand der Luftverteidigung Süd der Gruppe der Sowjetischen Streitkräfte in Deutschland gebaut wurden, werden von den Fledermausarten Braunes Langohr und Graues Langohr als Quartier genutzt. Die trockenen Offenbereiche sind Lebensraum der Heuschrecken Blauflügelige Ödlandschrecke, Blauflügelige Sandschrecke, Gefleckte Keulenschrecke und Langfühler-Dornschrecke sowie verschiedener Laufkäfer, Wildbienen und Tagfalter.
Durch die Teilflächen Halde Klobikau und Halde Blösien verläuft ein Rundweg, der den gesamten Geiseltalsee umspannt. Auf der Halde Klobikau befinden sich auch weitere, öffentlich zugängliche Wege. Hier ist auch ein Aussichtsturm errichtet worden. Eine weitere Beobachtungsstation befindet sich im Bereich der Innenkippe, wo ein ehemaliges Stellwerk zu einer Natur-, Wach- und Beobachtungsstation umgebaut wurde. Der Bereich der Innenkippe grenzt im Süden an die für die Freizeitnutzung freigegebene Fläche des Geiseltalsees.